# Минијатурк
Минијатурк (тур. Miniatürk) је парк минијатура на североисточној обали Златног рога у Истанбулу. Отворен је 2. маја 2003. године и један је од највећих светских паркова минијатура. Простире се на површини од 6 ha, од чега 1,5 ha заузимају сами модели чувених грађевина. У парку је представљено 135 модела грађевина, израђених у размери 1:25, који представљају историјске, али и савремене грађевине које се налазе на територији данашње Турске и некадашњег Османског царства.